# Хевель, Вальтер
Вальтер Хевель (нем. Walter Hewel; 2 января 1904, Кёльн — 2 мая 1945, Берлин) — немецкий дипломат во время Второй мировой войны и в межвоенный период, активный член НСДАП, один из немногих близких друзей Адольфа Гитлера.

## Биография
Родился в 1904 году в Кёльне в семье Эльзы и Антона Хевелей. Его отец управлял заводом по производству какао. Отец умер в 1913 году, после чего заводом стала управлять мать Вальтера. Вальтер Хевель вступил в нацистскую партию ещё подростком, когда её численность составляла 200—300 человек. В 1923 году Вальтер окончил Мюнхенский технический университет, участвовал в Пивном путче. После осуждения Гитлера Хевель был несколько месяцев камердинером лидера нацистов. После путча Хевель работал продавцом кофе в британской фирме, в Индонезии. Там он организовывал филиалы НСДАП.
В 30-е годы Хевель вернулся в Германию, где был назначен послом и направлен в Испанию. 12 сентября 1937 года ему присвоено воинское звание штурмбаннфюрера СС. В 1938 году вернулся из Испании, сдружился с Гитлером, стал работать дипломатом в германском МИД, являлся советником первого класса. В том же году стал офицером связи в министерстве иностранных дел. С сентября 1940 по март 1943 года имел право принятия специальных решений, был в ранге секретаря. В 1942 году получил звание бригадефюрера.
Являясь офицером связи в штаб-квартире Гитлера, он был близок к лидеру нацистов. Хевель вёл дневник, который, вероятно, был написан для маскировки на индонезийском языке. Хевель был одним из последних немецких офицеров, в котором Гитлер был уверен. На протяжении последних нескольких лет Хевель всегда занимал позицию Гитлера, но один раз он отказался жениться на дочери министра вооружений Фрица Тодта. В последние дни нацистского правительства он был независимым консультантом Гитлера. Он достал Гитлеру цианистый калий, что сделать в тот период было крайне проблематично.
В ночь на 2 мая 1945 года Вальтер Хевель одним из последних покинул бункер, но спустя несколько часов (около 10:30), испугавшись плена, покончил с собой, застрелившись в подвале на Шёнхаузер-аллее (район Веддинг), недалеко от советских позиций.